# Gynacantha nigeriensis
Gynacantha nigeriensis é uma espécie de libelinha da família Aeshnidae.
Pode ser encontrada nos seguintes países: Camarões, República do Congo, Etiópia, Gana, Guiné, Nigéria, Serra Leoa, Uganda, Zâmbia e possivelmente em Tanzânia.
Os seus habitats naturais são: florestas subtropicais ou tropicais húmidas de baixa altitude e áreas húmidas dominadas por vegetação arbustiva.